# Katsumi Oenoki
Katsumi Oenoki (Prefectura de Shizuoka, Japó, 3 d'abril de 1965) és un exfutbolista japonès.

## Selecció japonesa
Katsumi Oenoki va disputar 5 partits amb la selecció japonesa.